# Крупна розмова
Крупна розмова — радянський художній фільм 1980 року, знятий на Одеській кіностудії.

## Сюжет
Бригадирові невеликого будівельного колективу великого будівництва набридло спостерігати за недбалістю і відвертим нехлюйством — і герой зважився на прямий діалог з тими, від яких залежить заробіток членів його бригади…

## У ролях
- Борислав Брондуков — Михайло Іванович Степчак, бригадир
- Майя Булгакова — мати Степчака
- Тетяна Кудрявцева — Світлана Семенівна Козелькова
- Світлана Шершньова — Маша Степчак-Івашенко, дружина керуючого, сестра Степчака
- Єлизавета Нікіщихіна — Ліда Степчак, дружина Степчака
- Олександр Голобородько — Іван Петрович Івашенко, керуючий
- Юрій Кузьменко — Анатолій Миколайович Артьомов, начальник будівництва
- Іван Шабалтас — Сергій Іванович Степчак, брат Михайла
- Іван Сидоров — Юрій Галак
- Олександр Гава — Хвостенко
- Богдан Бенюк — Гойда, член бригади
- Віктор Шульгін — Семен Олексійович Козельков, член бригади
- Іван Савкін — Кирило Матвійович Коссовський, начальник
- Дмитро Іосіфов — Костя Степчак, син Михайла Івановича
- Володимир Наумцев — Фоменко, секретар парткому
- Юрій Гусєв — секретар райкому (озвучив Олександр Бєлявський)
- В'ячеслав Воронін — Олександр Сергійович Прокоф'єв, автор проекту
- Євген Стежко — Євген Борисович
- Ростислав Янковський — Федір Павлович, директор бетонного заводу
- Баадур Цуладзе — Вахтанг Нодарович, начальник (озвучив Артем Карапетян)
- Олексій Синягін — епізод
- Рудольф Мухін — шофер (озвучив Юрій Саранцев)
- Ельвіра Хомюк — секретар
- Анна Надточій — стюардеса
- Віктор Ахрамєєв — учасник наради
- Лев Оссовський — відвідувач в приймальні
- Юрій Шликов — Микола Костянтинович, племінник Козелькова, працівник автосервісу

## Знімальна група
- Режисер — Геннадій Глаголєв
- Сценарист — Вадим Авлошенко
- Оператор — Ігор Чепусов
- Композитор — Євген Крилатов
- Художник — Олександр Денисюк
- Редактор — Василь Решетников